# 松本仁志 (ラグビー選手)
松本 仁志（まつもと ひとし、1993年9月29日 - ）は、ラグビーユニオンの選手。

## 来歴
奈良県出身。2012年、天理高等学校卒業後、関西大学ラグビー部に入部。
2016年、関西大学卒業後、豊田自動織機シャトルズに加入。同年12月3日に行われたジャパンラグビートップリーグ第10節のヤマハ発動機ジュビロ戦にて途中出場で公式戦初出場を果たす。
2025年6月2日、豊田自動織機シャトルズ愛知退団を発表。